# Friedrich Wilhelm Taube von der Issen
Friedrich Wilhelm Taube von der Issen (* 26. Julijul. / 6. August 1744greg.; † 18. Augustjul. / 30. August 1807greg. in Riga) war ein livländischer Landespolitiker.

## Leben

### Herkunft und Familie
Friedrich Wilhelm war Angehöriger des Stammhauses Etz-Issen derer von Taube. Seine Eltern waren der livländische Landrat Gustav Wilhelm Taube von der Issen (1715–1775) und Christine Elisabeth, geborene von Venediger (1725–1756).
Er vermählte sich mit der 1775 vom russischen Generalleutnant Karl Gustav von Rönne (1720–1786) geschiedenen Helena Wendula von Bachmann (1748–1825), Tochter des russischen Generalmajors Karl von Bachmann († 1763) und Erbin des Gutes Fossenberg im Kirchspiel Nitau.
Seine einzige Tochter Maria Margartha (1787–1838) vermählte sich 1808 mit dem livländischen Juristen und Politiker Reinhold Samson von Himmelstjerna (1778–1858).

### Werdegang
Taube studierte in 1761 in Königsberg und 1762 in Leipzig. In Livland war er Erbherr auf Schloss Lemburg mit Wittenhoff, das er 1806 verpfändete, und Muremoise, das er 1781 verkaufte. 1774 war er Ordnungsrichter im Kreis Wenden und 1783 rigischer Landrichter. In den Jahren 1786, 1792 und 1795 wurde er zum Kreisadelsmarschall gewählt. Von 1798 bis 1807 war er schließlich livländischer Landrat.
Er setzte sich seit 1789 für die Errichtung eines Kreditsystems in Livland ein. 1802 war er Mitgründer und von 1803 bis 1806 Oberdirektor der Livländischen Adels Güter-Kredit-Sozietät. Darüber hinaus war er 1. Schatzmeister der Livländischen Gemeinnützigen und Ökonomischen Sozietät.